# Тарновские (польский род)
Тарно́вские — малопольский, древний («прадворянство» нем. Uradel, [uʁˈaːdl̩], прилагательное uradelig или uradlig; австрийский вариант — alter Adel) аристократический, дворянский, рыцарский и графский род герба Лелива, восходящий к концу XIII века (по официальной поколенной росписи рода).
В новейшее время родовым поместьем служил Дзиковский замок. В Российской империи был внесён в V часть родословной книги Волынской губернии и в книги титулованных дворян Царства Польского.
После вымирания Мельштынской ветви Тарновских, титул, титулярного Подольского князя, перешел к его основной ветви.

## Происхождение и история рода
Легендарным прародителем считается некий Спицимир, который якобы приехал в Польшу «из-за Рейна» в 1280 году и находился при короле Владиславе I краковским воеводою, а впоследствии каштеляном. Первый исторический представитель рода — Ра́фал из Тарнова (ок. 1330 — 1372/1373).
Галицкий магнат Ян Амор Тарновский (ум. 1561) известен как владелец Тернопольского замка и основатель Тернополя.
Со второй половины XVI века род Тарновских стал утрачивать былое значение. В XVII веке только один из его представителей, Ян Гратус, достиг звания воеводы венденского (1626), четверо были каштелянами, в XVIII веке — только один.
Тарновские из малороссийской старшины считали себя отраслью польского графского рода.

## Известные представители рода
- Тарновский, Ян (ок. 1367 — 1433) — польский государственный и военный деятель.
- Тарновский, Ян Амор младший (1420/1430 — 1500) — польский государственный и военный деятель, каштелян сондецкий и войницкий, воевода сандомирский и краковский, каштелян краковский.
- Тарновский, Ян Амор (1488—1561) — польский военный и государственный деятель, гетман великий коронный в 1527—1559 годах.
- Граф Тарновский, Ян Кшиштоф (1536/1537 — 1 апреля 1567) — секретарь королевский (1554), каштелян войницкий (1557—1567) и староста сандомирский; последний мужской представитель тарнувской линии рода Тарновских.
- Тарновский, Ян (1550—1605) — римско-католический и государственный деятель Речи Посполитой.
- Тарновский, Ян Феликс (1777—1842) — граф, польский политический и общественный деятель, коллекционер, историк.
- Тарновский, Владислав (1836—1878) — польский пианист, композитор, поэт и переводчик, драматург.
- Станислав Тарновский (1837—1917) — граф, псевдоним «Эдвард Рембовский», «Святовид» (пол. Edward Rembowski, Światowid; 7 ноября 1837, Дзиков (теперь часть Тарнобжега) — 31 декабря 1917, Краков) — польский историк литературы, литературный критик, политический публицист, лидер краковских консерваторов, профессор и ректор Ягеллонского университета, президент Академии знаний в Кракове.
- Тарновский, Адам (1866—1946) — польский политический и общественный деятель.
- Тарновский, Адам (1892—1956) — польский дипломат, министр иностранных дел польского правительства в изгнании.

## Источник
- Тарновские, графский род // Энциклопедический словарь Брокгауза и Ефрона : в 86 т. (82 т. и 4 доп.). — СПб., 1890—1907.
- Лукомский В.К. Неутвержденные гербы титулованных родов Царства Польского (графы: Стадницкие, Тарновские, Уруские, Фредро, Шембек; бароны Вышинские) // Гербовед : ж. — 1913. — Т. 4. Архивировано из оригинала 22 апреля 2014 года.
- Gajl T. Polish Armorial Middle Ages to 20th Century. — Gdańsk: L&L, 2007. — ISBN 978-83-60597-10-1. (пол.)